# Zuzwil SG
Zuzwil je obec na východě Švýcarska v kantonu St. Gallen. Žije zde  obyvatel.

## Geografie
Obec se nachází v oblasti, zvané Fürstenland, mezi městy Wil a Uzwil, na hranici s kantonem Thurgau, a zahrnuje farnosti Zuzwil a Züberwangen, vesnici Weieren a vesnice Langensteig, Hüseren, Lindenhof, Grüenegg a Mettlen. Zuzwil leží severně od řeky Thur na hlavní silnici 7 mezi Wilem a Gossau.

## Historie

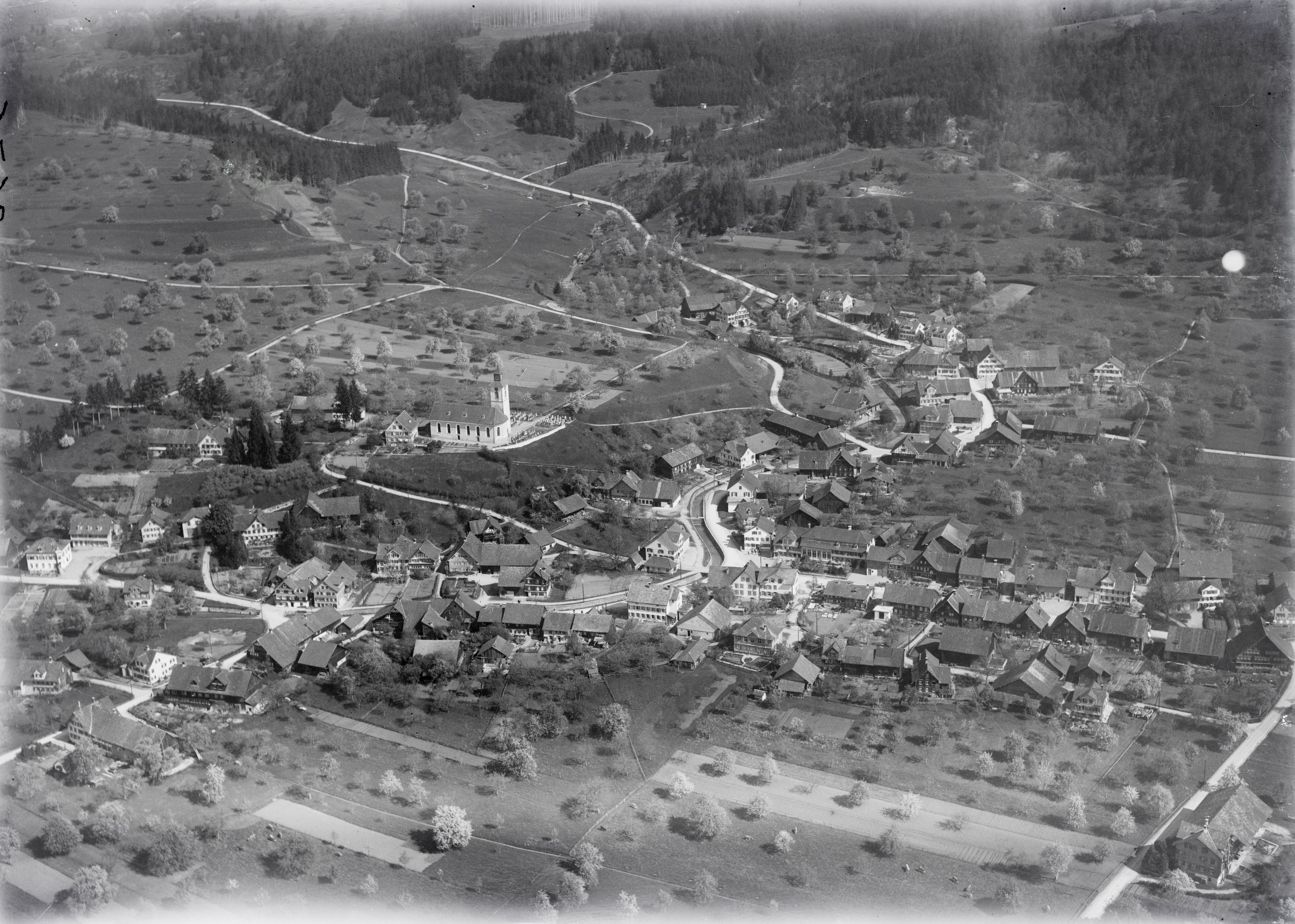
Letecký pohled (1920)

Zuzwil, poprvé zmiňovaný roku 761 jako Zozinvilare, byl spolu s alamanskými osadami Züberwangen a Weieren zmíněn ve 13 darovacích listinách kláštera v St. Gallenu v letech 754–981. Ještě před přelomem tisíciletí z něj vznikl opatský dvůr Zuzwil (doložený v roce 947). Středověký hrad Leuberg severovýchodně od Zuzwilu byl spolu s vesnicí zničen v appenzellských válkách v roce 1403 a ve Staré curyšské válce v roce 1445. Před rokem 1301 zastavil opat ze St. Gallenu panství Zuzwil pánům z Griesenbergu. Později přešlo přes Toggenburské na pány z Hewenu, von Löwenberg, von Breitenlandenberg a nakonec na Andrease Kornfaila, který jej v roce 1495 prodal klášteru v St. Gallenu. Ten jej zařadil do svého poddanského území jako dvůr Zuzwil.
V letech 1529–1531 se většina obyvatel farnosti Wil dočasně připojila k reformaci. V roce 1677 byla založena farnost Zuzwil s patronátem svatého Josefa. Červený dům (Rotes Haus; severní část), který byl v roce 1732 rozšířen (jižní strana), postavený v první čtvrtině 17. století, byl domem opatského správce. V letech 1793–1798 se Zuzwil účastnil revolučního hnutí Fürstenlandu proti opatství. V roce 1803 se stal politickou obcí kantonu St. Gallen, v roce 1837 následovalo sloučení doposud samostatných občanských obcí (občanských sdružení).

## Obyvatelstvo

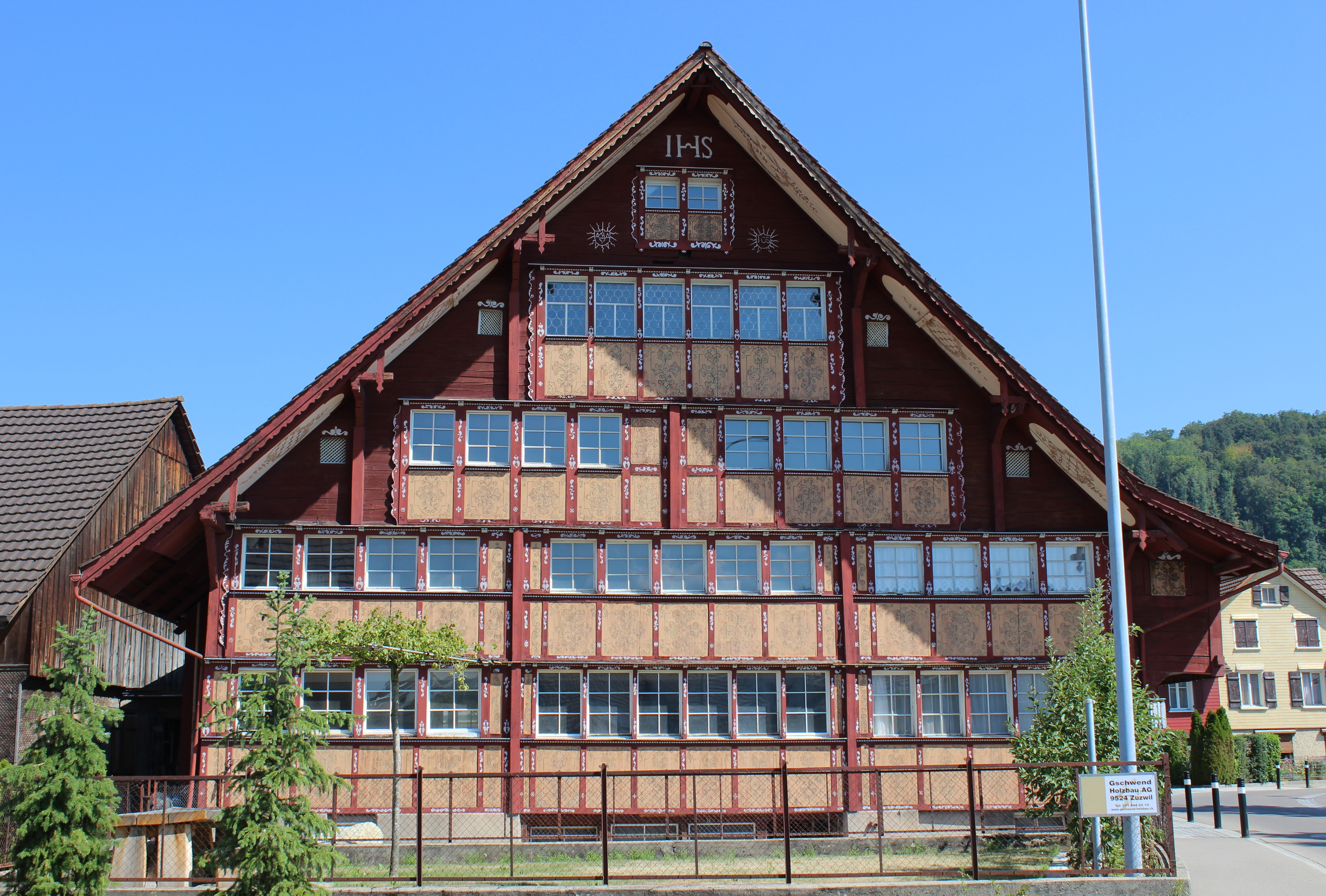
Červený dům

| Rok            | 1837 | 1850 | 1900 | 1950 | 1970 | 1980 | 1985 | 1990 | 1995 | 2000 | 2005 | 2010 |
| Počet obyvatel | 1059 | 1127 | 1075 | 1110 | 1485 | 2076 | 2483 | 3005 | 3417 | 3798 | 4264 | 4586 |

## Hospodářství

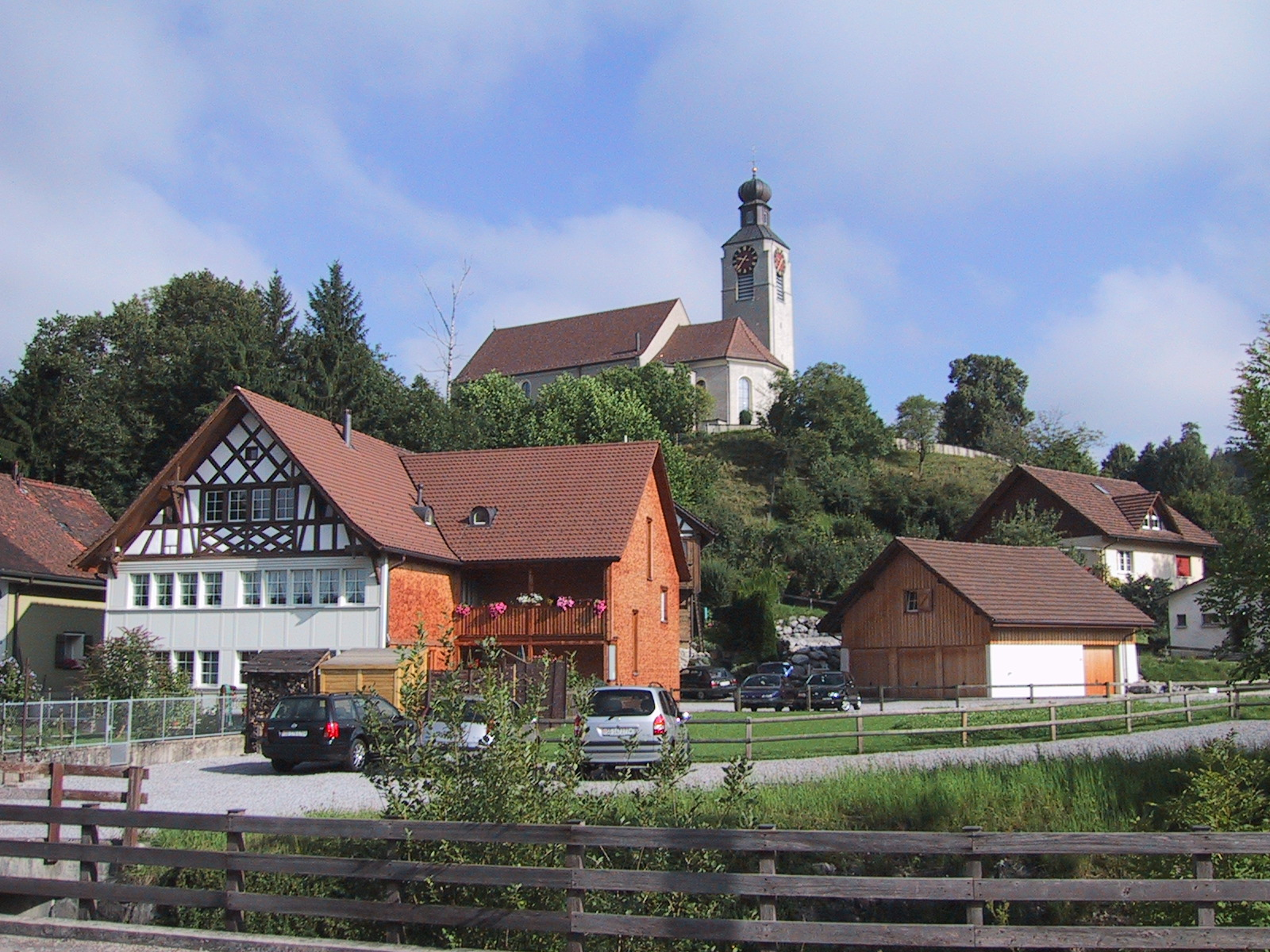
Centrum obce

Od 19. století bylo zemědělství stále více nahrazováno chovem dobytka a produkcí  mléka a do poloviny 20. století také ovocnářstvím. Pěstování vinné révy, které bylo provozováno od raného středověku, zaniklo po roce 1900. Ve druhé polovině 19. století byl rozvoj obce podpořen vznikem vyšívačství, které se provozovalo převážně podomácku, až po přelomu století stagnovalo. Od roku 1960 se Zuzwil rozvíjí jako rezidenční s odpovídající infrastrukturou. Počet obyvatel obce s nízkými daněmi se za tu dobu téměř zčtyřnásobil.